# Teótimo
Theotimos es un nombre griego, derivado de theos, que significa 'dios', y timè, significado 'honor (u honorable), regalo'. Su forma latina es Theotimus.

## Santos
San Theotimus era un escritor y amigo de Juan Crisóstomo, obispo de la diócesis de Constanza, cerca del mar Negro, en 392-403 (o 407, cuando murió), e intentó convertir a los Hunos. Publicó breves epigramas en forma de diálogos. Sozomeno le dedicó el capítulo 26 de su libro VII de la Historia Eclesiástica, en el que dice: 

La iglesia de Tomi, y de hecho todas las iglesias de Scythia, estaban en este período bajo el gobierno de Theotimus, un escita. Había sido educado en la práctica de la filosofía; Y sus virtudes habían ganado tanto la admiración de los bárbaros hunos que habitaban en las riberas del Ister, que le llamaban el dios de los romanos, porque tenían experiencia de las obras divinas hechas por él. Se dice que un día, al viajar hacia el país de los bárbaros, percibió algunos de ellos avanzando hacia Total. Sus ayudantes estallaron en lamentaciones, y se entregaron de inmediato para perdidos. Pero él simplemente descendió de caballo y oró. La consecuencia era que los bárbaros pasaban sin verlo, sus asistentes o los caballos de los que habían desmontado. Como estas tribus con frecuencia devastaron a Scythia por sus incursiones depredadoras, trató de someter la ferocidad de su disposición presentándoles comida y regalos. Por lo tanto, uno de los bárbaros llegó a la conclusión de que era un hombre rico y, decidido a tomarlo prisionero, se apoyó en su escudo, como era costumbre cuando hablaba con sus enemigos. El hombre alzó la mano derecha para arrojar una cuerda, que él firmemente agarró, sobre el obispo, porque él tenía la intención de arrastrarlo lejos a su propio país. Pero en el intento, su mano permaneció extendida en el aire, y el bárbaro no fue liberado de sus terribles lazos hasta que sus compañeros imploraron a Theotimus para interceder a Dios en su favor. Se dice que Teótimus siempre conservó el pelo largo que llevaba cuando se dedicó por primera vez a la práctica de la filosofía. Era muy templado, no tenía horas establecidas para sus comidas, pero comía y bebía cuando era obligado a hacerlo por los llamadas del hambre y la sed. Considero que es propio de un filósofo ceder a las demandas de estos apetitos por necesidad, y no por el amor de la gratificación sensual.

El capítulo 14 del libro VIII de la Historia Eclesiástica también dice: 

Theotimus, obispo de Scythia, se opuso fuertemente a los procedimientos de Epiphanius, que había persuadido algunos de los obispos que residían en Constantinople para aprobar los decretos que él había dado contra los discursos de Origen, y le dijo que no era derecho de insultar El recuerdo de uno que había sido contado con los muertos; Ni tampoco era blasfemo afirmar la conclusión a la que habían llegado los antiguos sobre el asunto, y dejar de lado sus decisiones. Mientras discurría en esta línea, sacó un libro de Orígenes que había traído consigo; Y después de haber leído en voz alta un pasaje conducente a la educación de la Iglesia, observó que los que condenaban tales sentimientos actuaban de manera absurda, pues corrían el peligro de insultar a los propios sujetos sobre los que trataban estas palabras.

Su festividad es el 20 de abril. En la Iglesia ortodoxa Oriental, Theotimos y Theodoulos el Executioners son venerados el día 4 de septiembre.

## Otras personas
- Theotimus (790) era obispo de Crotone, en Italia.
- El árabe Theotimus era uno de los firmantes de un asentimiento al credo de Nicea.

## Otro uso
Theotimus es el título de un  trabajo teológico de Francisco de Sales, el cual dedica los primeros seis capítulos al amor de Dios y el resto a la oración mística.